# 古其然
古其然  （1441年—？），字體成，四川重慶府永川縣人，明朝政治人物。

## 生平
治《易經》，四川鄉試第二十五名舉人，成化十四年中式戊戌科三甲進士。弘治三年（1490年）七月由南京刑部员外郎升貴州按察司佥事，九年七月升广西副使、整饬府江等处兵备，曾任雷琼兵备副使。弘治十八年（1505年）正月考察致仕。

## 家族
曾祖古貞二，祖古必奇，父古初，前母蔣氏；母鄧氏。慈侍下。兄尚然；浩然；天然；自然，弟煥然。

## 诗作
- 《悼吴景晖》

卤讣惊随堠火来，士民到处动悲哀。
读书固不为身计，报国那知是祸媒。
千古英雄昭后土，一时狂孽荡飞灰。
我驰羽檄舒幽恨，用为遗孤泪一挥。